# Ringcity (Leipzig)

Die Innenstadt Leipzigs mit dem Ring

Ringcity hieß ein stadtplanerisches Konzept in Leipzig, das von Stadtbaurat Hubert Ritter (1886–1967) ab 1925 entwickelt wurde.

## Ausgangssituation

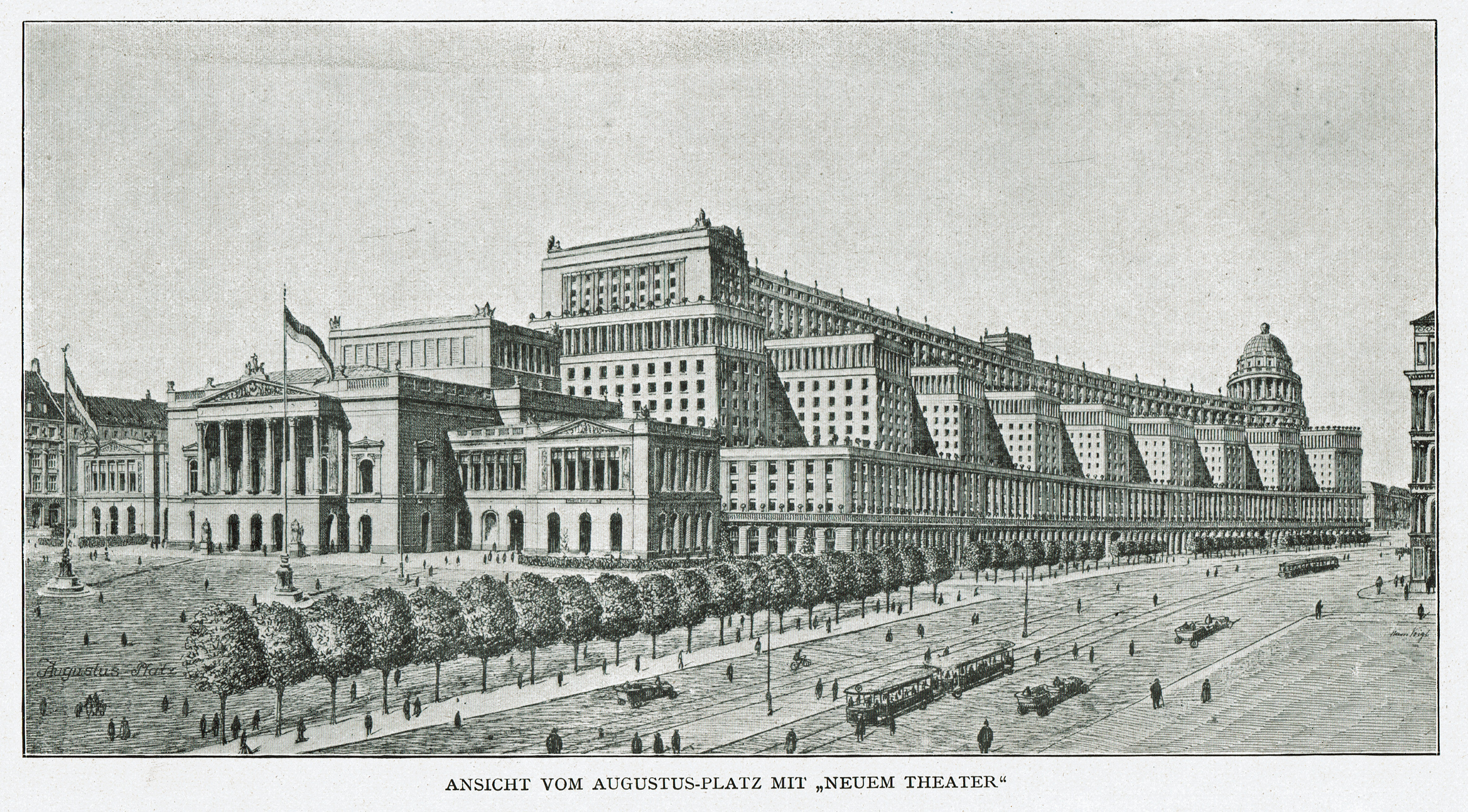
Welthandelspalast überm Schwanenteich (Entwurf von 1921)

Die historisch gewachsene Innenstadt von Leipzig erstreckt sich über eine vergleichsweise kleine Fläche von 0,7 km² innerhalb des Innenstadtrings. In den 1920er Jahren nahm der Nutzungsdruck auf die Innenstadt durch den Bedarf an Messehäusern, Geschäfts- und Verwaltungsbauten stark zu. Die Prognose sagte starkes Bevölkerungswachstum voraus. Für 2010 wurden danach 1,8 Millionen Einwohner erwartet.
In den ersten der 1920er Jahre wurden eine Reihe gigantomanischer Projekte vorgeschlagen wie der Welthandelspalast und diverse Messe- und Hotelhochhäuser, von denen jedoch keines verwirklicht wurde.

## Das Ringcity-Konzept

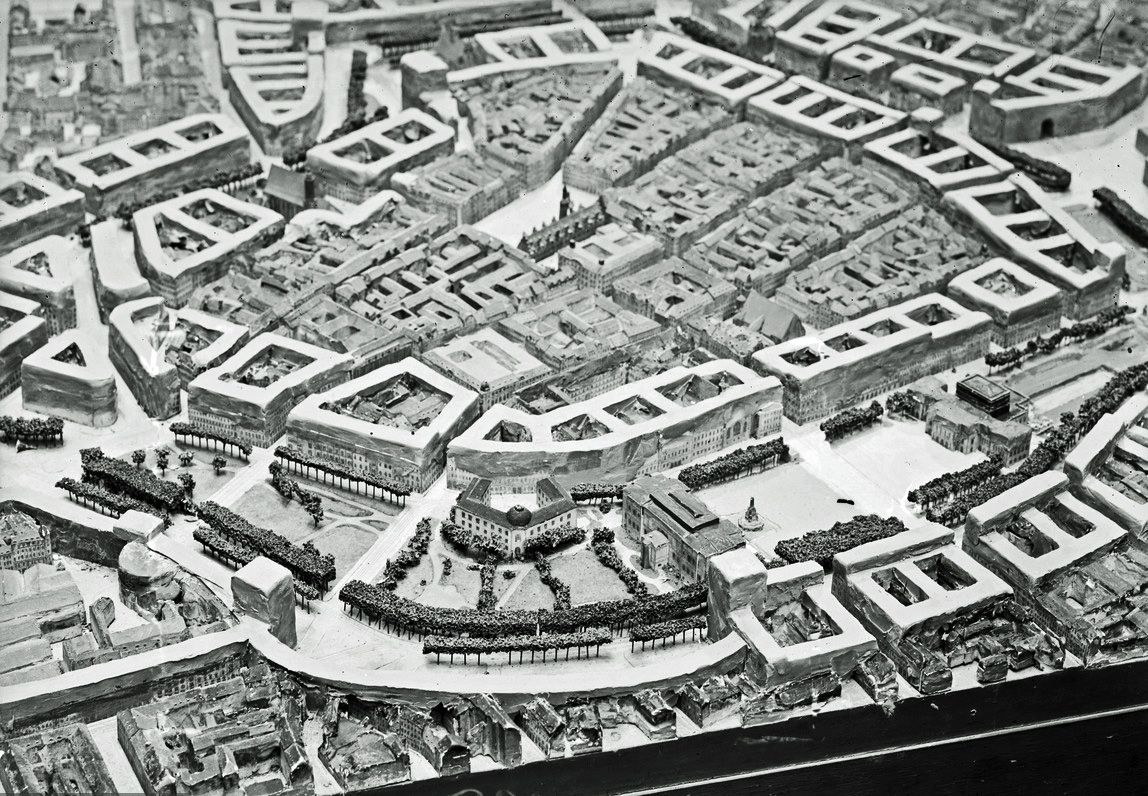
Modell des Ringcity-Konzepts

Der Stadtbaurat Hubert Ritter nahm gleich zu seinem Amtsantritt 1925 die seit 1912 ruhende Arbeit am Generalbebauungsplan wieder auf. In Abgrenzung zu Le Corbusiers radikalen Umbauprojekten für Paris (Plan Voisin) wollte Ritter Leipzigs Innenstadt konsequent erhalten, aber dafür die den Innenstadtring begleitende Bebauung erhöhen und verdichten. Entlang einer breiten Ringstraße sollte die Bebauung durchschnittlich achtgeschossig sein. An wenigstens acht Stellen war die Möglichkeit zur Errichtung von Hochhäusern vorgesehen. Die Hochhaus-Standorte befanden sich zu beiden Seiten des Hauptbahnhofs und am heutigen Goerdelerring. Weitere Hochhäuser könnten die damals noch vorhandene Matthäikirche flankieren, als Pendant zum Rathausturm dienen und eine optische Begrenzung des Roßplatzes bilden.

## Wirkungen bis heute
Von den Hochhäusern wurde in der bis 1930 währenden Amtszeit Ritters nur eines realisiert, das Europahaus am Augustusplatz. Nach den Vorstellungen von Hubert Ritter bräuchten „städtebauliche Gedanken von dem Ausmaß der Leipziger Ringcity (...) Jahrzehnte zu ihrer Verwirklichung“. Tatsächlich wurden erst in der ersten Nachkriegszeit Elemente wieder aufgegriffen. So wurden die Ringbebauung (1953–56) und das Wintergartenhochhaus (1970–72) genau an den im Ringcity-Konzept vorgesehenen Standorten errichtet. Auf der Innenseite des Rings anstelle der im Ringcity-Konzept vorgesehenen Außenseite entstanden bereits 1927/28 das Krochhochhaus als Leipzigs erstes Hochhaus und von 1968 bis 1972 das City-Hochhaus, mit 142 Metern Leipzigs höchstes und in der Zeit von 1972 bis 1973 sogar Deutschlands höchstes Hochhaus. Für die weiteren im Konzept vorgesehenen Standorte wurde für den Goerdelerring (ehemals Friedrich-Engels-Platz) zwar 1994 ein Architekturwettbewerb durchgeführt, mit „dem hochinteressanten Entwurf von Vittorio Gregotti (Mailand)“, der aber bisher nicht gebaut wurde. Ein weiterer Standort wurde am nördlichen Ring (mit der Schmalseite zum Ring) definiert. Gebaut wurde jedoch von 1978 bis 1981 einige hundert Meter weiter nördlich das Westin-Hochhaus. Als das Trias-Hochhaus, das den Komplex des Neuen Rathauses und des Stadthauses abrundet, 2014 eröffnet wurde, beriefen sich die Architekten Schulz und Schulz auf das Ringcity-Konzept.

Hochhäuser am Ring
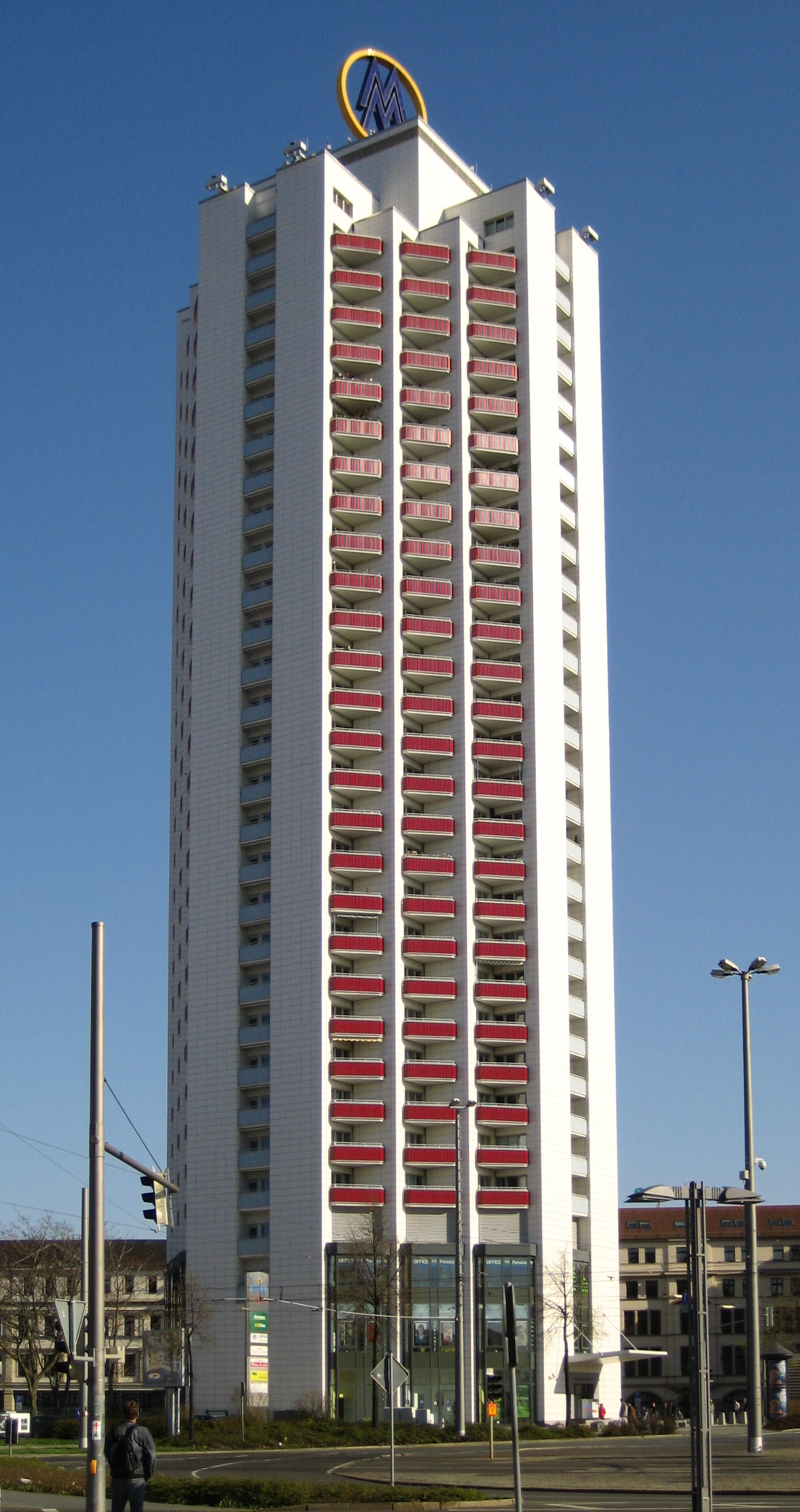
Wintergartenhochhaus (2010)
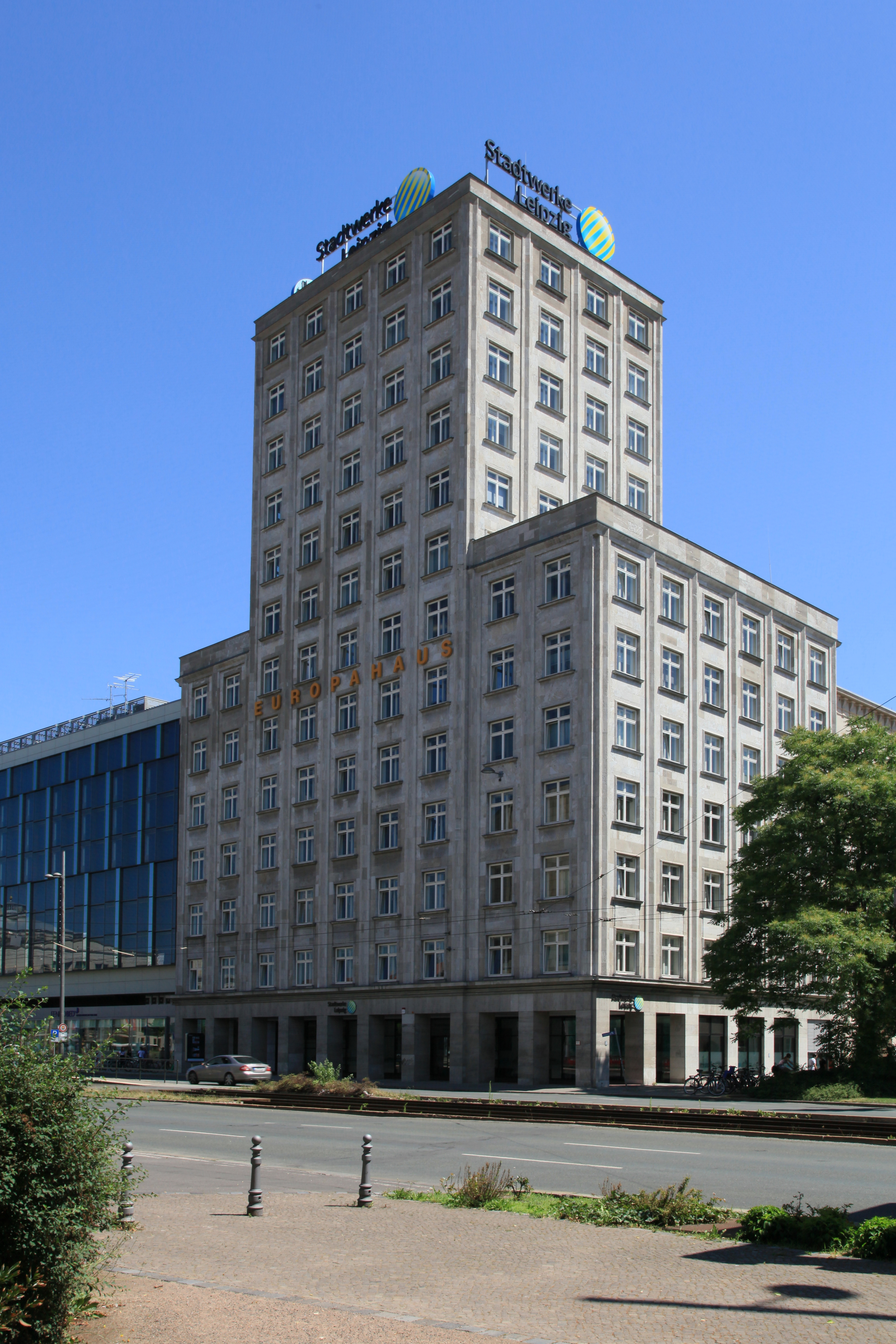
Europahaus (2015)
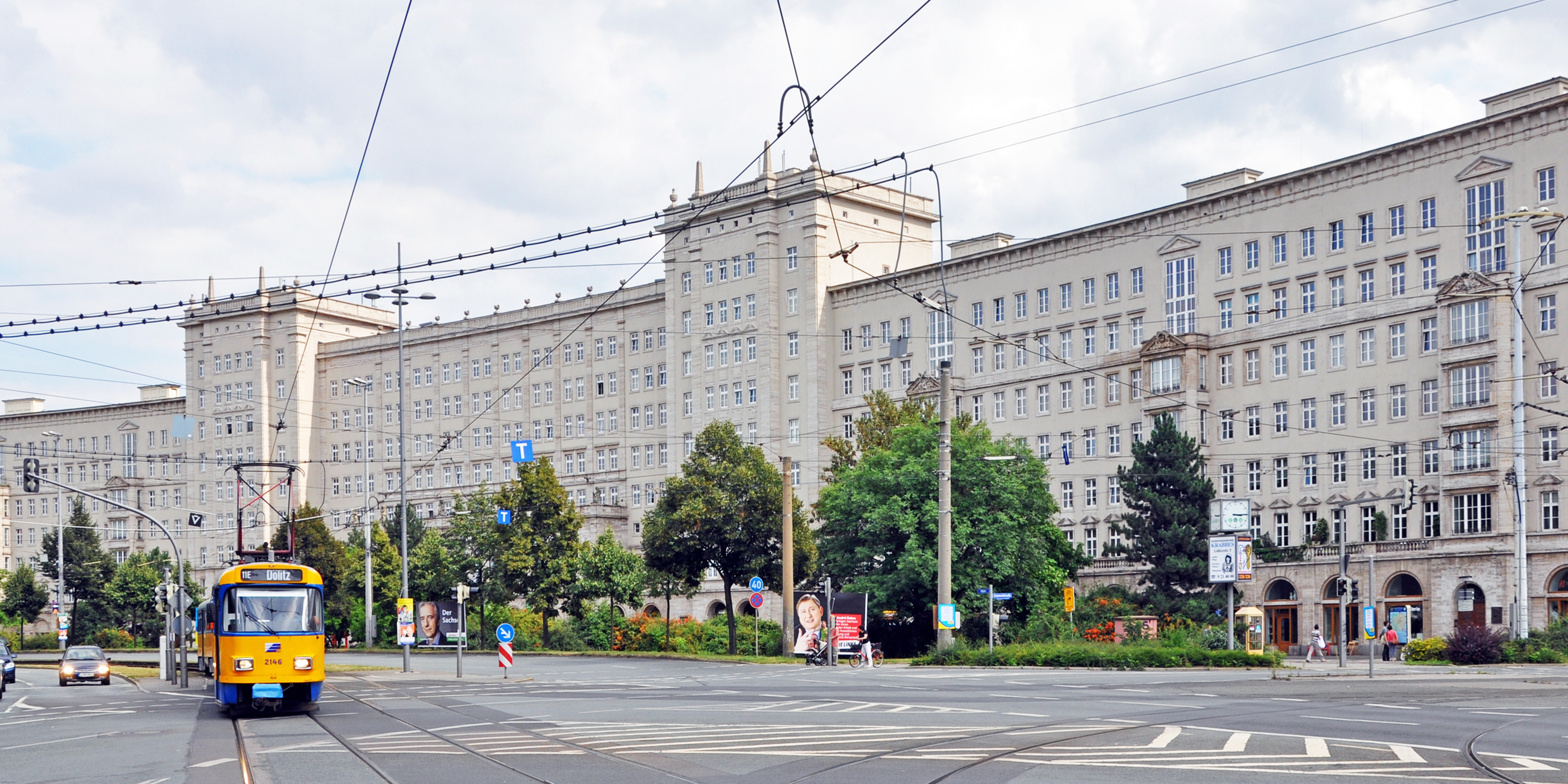
Ringbebauung (2009)
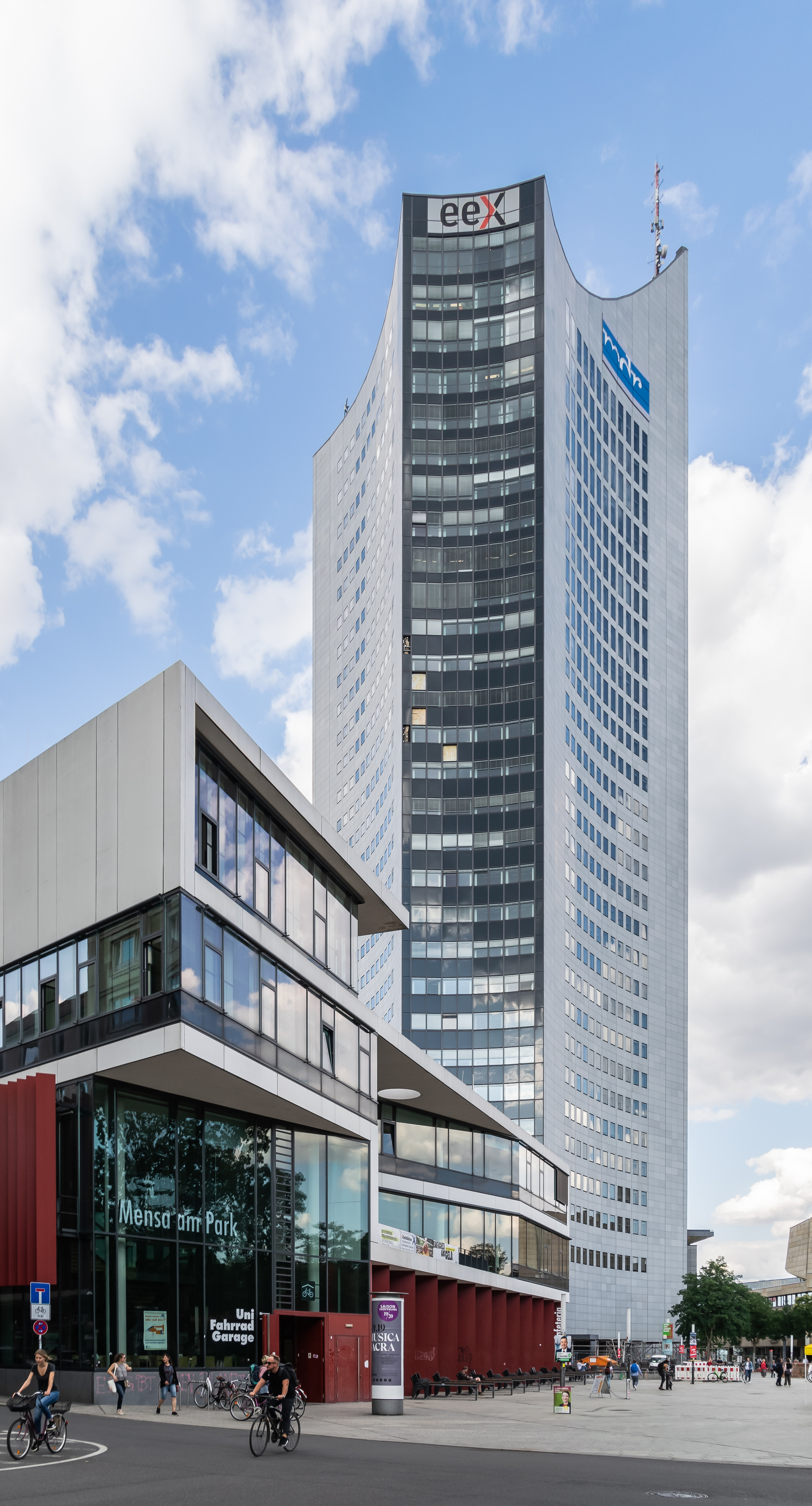
City-Hochhaus (2019)
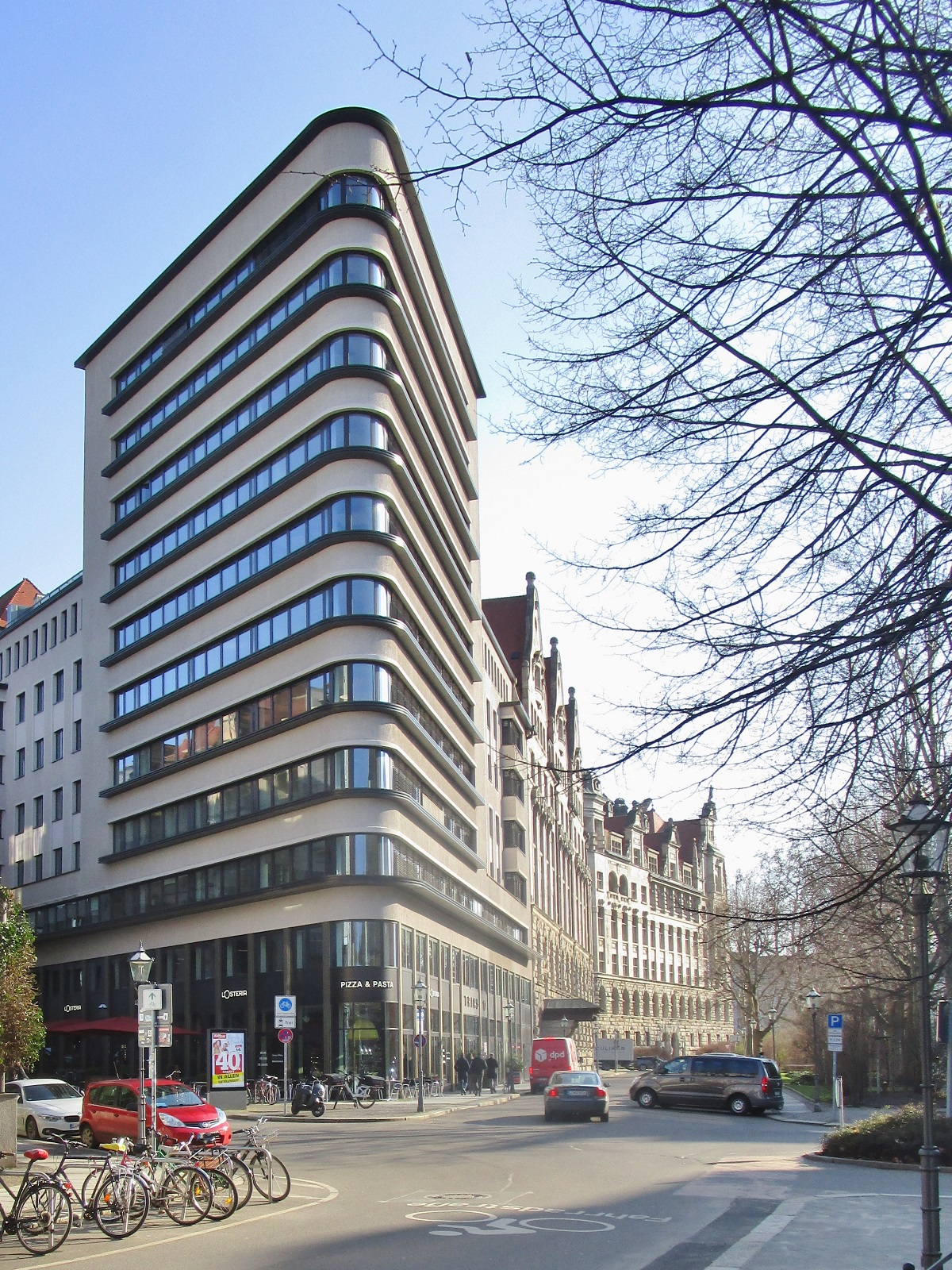
Trias-Hochhaus (2023)

## Verkehr
Im Ringcity-Konzept wurde auch der Verkehr betrachtet. Durch die Geschwindigkeit würden die Baumassen anders wahrgenommen als zu Fuß. Das verkehrspolitische Konzept der 1990er Jahre sieht ebenso wie das Ringcity-Konzept neben dem Innenstadtring weitere konzentrische Ringe vor. Während der Autobahnring 2006 geschlossen wurde und auch das Tangentenviereck im Zuge der Straßenzüge Leutzscher Allee im Norden, Gerichtsweg im Osten, Kurt-Eisner-Straße im Süden, Am Sportforum im Westen vollständig geschlossen ist, blieb der Mittlere Ring unvollendet.